# 1st Street (métro de Los Angeles)
1st Street est une station du métro de Los Angeles desservie par les rames de la ligne A et située à Long Beach, au sud de Los Angeles, en Californie.

## Localisation
Station du métro de Los Angeles en surface, 1st Street est située sur a ligne A, qui relie le centre-ville de Los Angeles à Long Beach.

## Histoire
1st Street a été mise en service le 1er septembre 1990, année d'ouverture de la ligne,. En 2014, afin d'améliorer le service initial proposé aux usagers, elle a été fermée pendant quelques semaines.

## Service

### Accueil

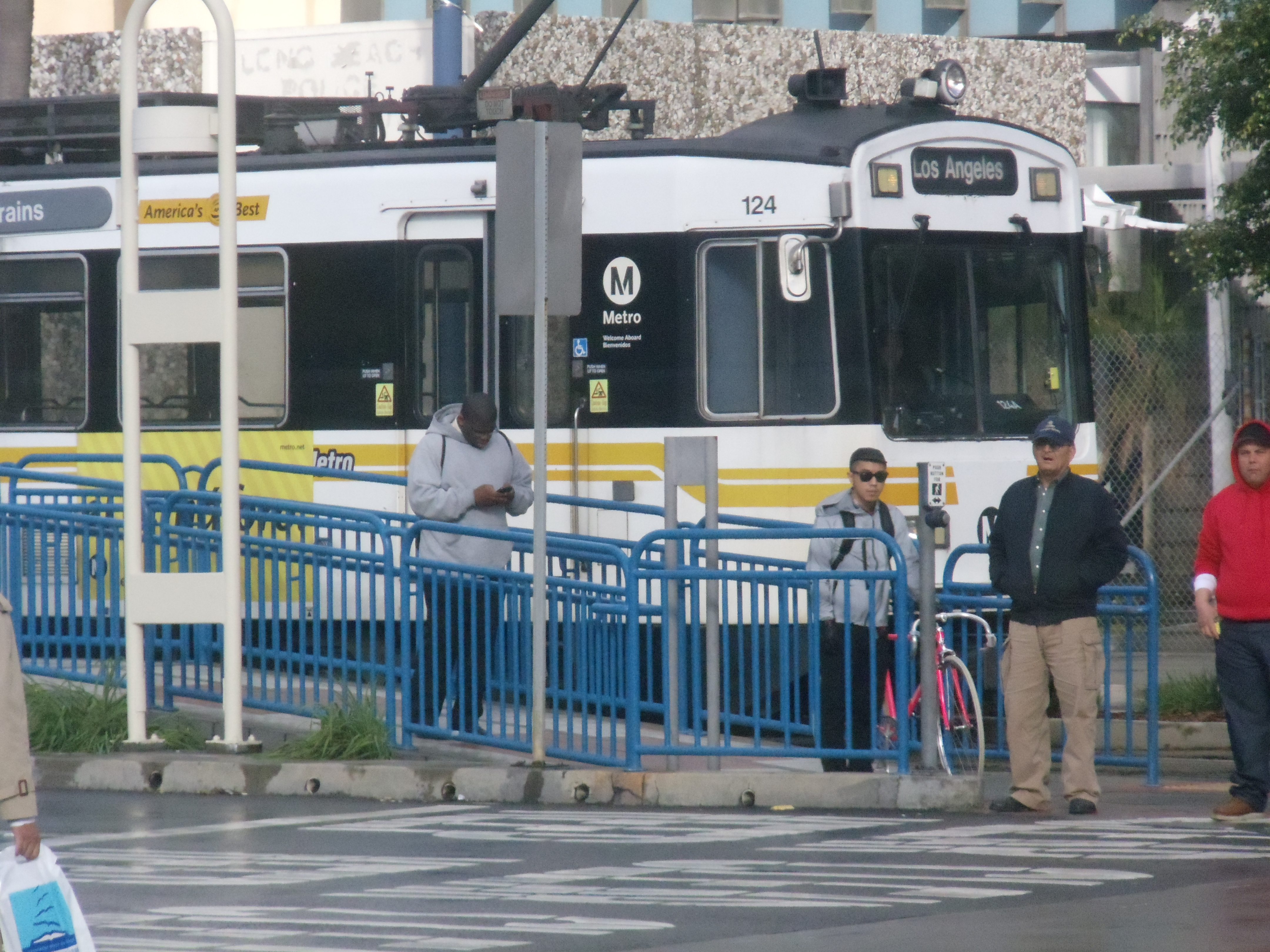
Train à 1st Street.
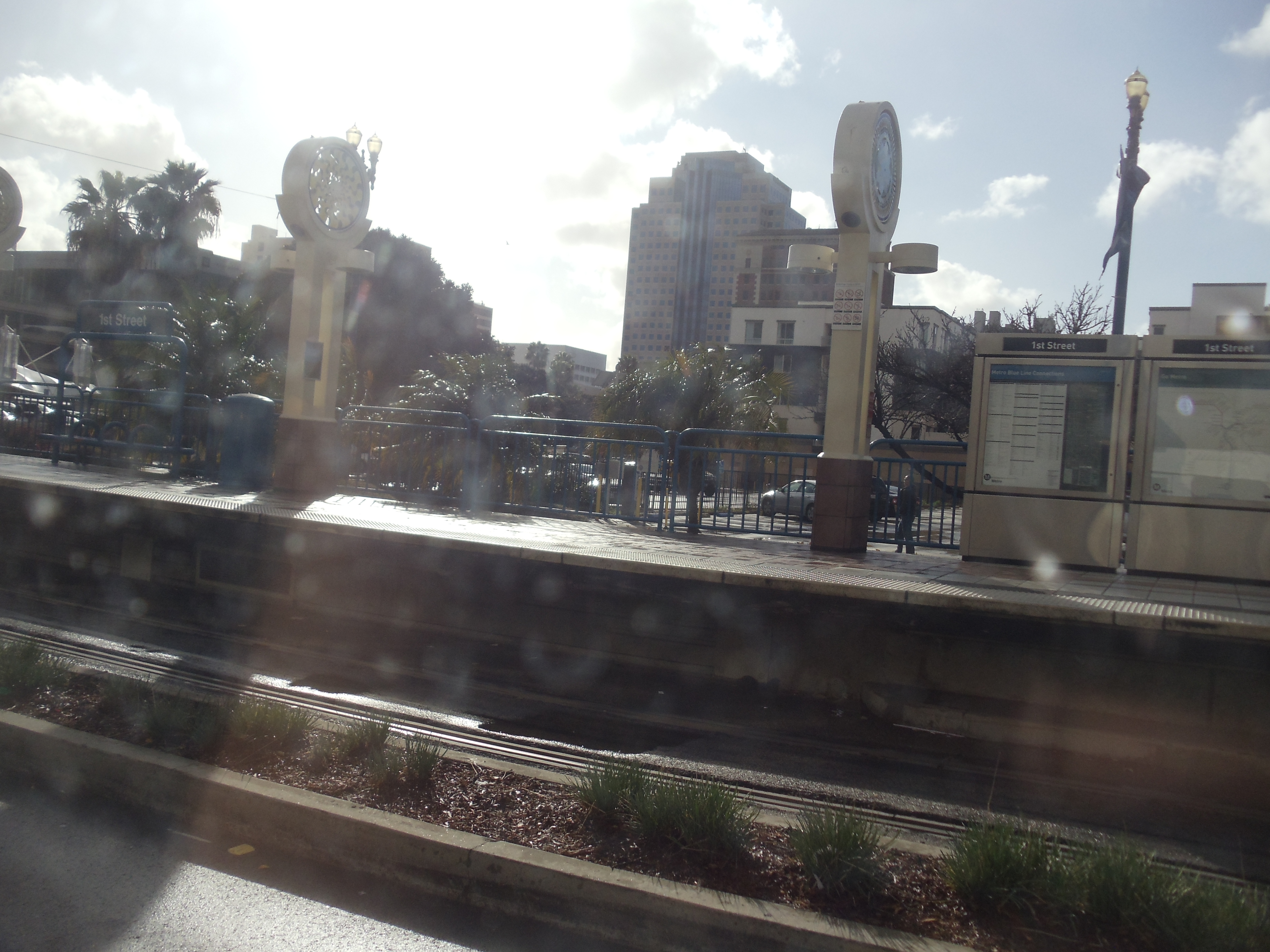
Vue de la station.
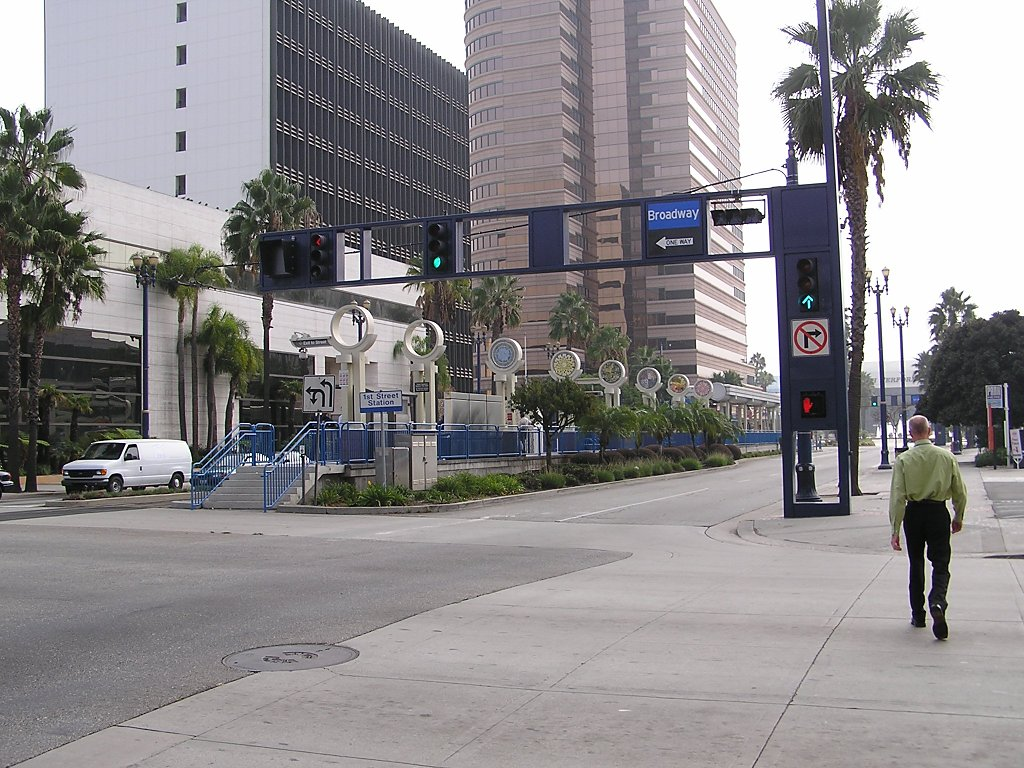
Les quais vus de loin.

### Desserte
1st Street est desservie par les rames de la ligne A du métro, uniquement à destination de Downtown Long Beach. Des trains circulent de 5 heures du matin environ jusqu'à 1 heure le jour suivant.

### Intermodalité
La station permet notamment une correspondance avec les lignes de bus 60 et 232. Elle est située à proximité du Long Beach Convention and Entertainment Center, de la mairie de Long Beach (Long Beach City Hall) ainsi que du palais de justice de la ville (Long Beach Courthouse).

## Architecture et œuvres d'art
À l'instar de l'ensemble des stations du métro de Los Angeles, la station 1st Street comprend une œuvre d'art public. Celle-ci, intitulée Breezy and Delightful et créée en 1994, consiste en plusieurs colonnes installées le long du quai, et surmontées d'un cercle coloré ou bien d'un anneau. L'artiste, Paul Tzanetopoulos, a voulu symboliser la culture locale et ainsi rendre hommage aux populations ayant vécu à Long Beach.
La station précédente, 5th Street, comprend une œuvre similaire installée par un autre artiste.